# Tina Pérez
Constantina Pérez Martínez, conocida como Tina Pérez (Santa Cruz de Mieres, 1929 - 14 de octubre de 1965) fue una militante comunista española. Llevó a cabo labores decisivas durante la Huelgona de 1962 junto a sus compañeras Anita Sirgo y Celestina Marrón.

## Biografía
Tina Pérez nació en el seno de una familia con una arraigada conciencia política. Su padre fue fusilado durante la Guerra civil y su madre había sido detenida y encarcelada. Por esto, ella y sus seis hermanos tuvieron que ser recogidos por una tía. Políticamente activa desde su juventud, a los dieciséis años fue rapada por primera vez por la policía al negarse, junto a su amiga Amor Gutiérrez, a fregar los locales de la Falange.
En 1946 se casó con Víctor Bayón, también un militante muy activo, y tuvieron en 1947 a su hija, Blanca. En 1955 se trasladaron a vivir a La Joécara, donde Bayón comenzó a trabajar en el pozo Fondón y conoció al marido de Anita Sirgo, Alfonso Braña.
Cuando comenzaron las huelgas mineras de 1962, Tina Pérez tomó junto a Anita Sirgo y otras compañeras un papel muy activo y decisivo para el desenlace de la huelga. A causa de ello, ambas fueron detenidas e interrogadas por la Guardia Civil, que además les propinó palizas y las rapó como forma de humillación. Su marido se vio obligado a huir al exilio en Francia tras su participación en otra huelga en 1964 y el 20 de marzo de 1965 Tina Pérez y su hija fueron detenidas de nuevo. Blanca fue liberada enseguida debido a su edad. Sin embargo, Tina Pérez no salió hasta el 3 de mayo con su salud gravemente deteriorada por los golpes recibidos en prisión. Falleció el 14 de octubre de 1965. Su entierro fue multitudinario y fue considerado como una manifestación no sólo de duelo, sino también de la unión y hermandad presentes en las luchas mineras.

## Homenajes y apariciones en la cultura popular
- Tina Pérez y su compañera Anita Sirgo tienen una calle dedicada en Gijón, en el barrio de La Camocha.[5]
- El pintor Eduardo Arroyo recordó a Tina Pérez en óleos y litografías a partir de 1968. Carlos Álvarez Cruz le dedicó un poema también a Tina Pérez.[2]
- La directora asturiana Amanda Castro recordó en su cortometraje A golpe de tacón a Tina Pérez y a su compañera, Anita Sirgo.[2][6]
- Aparece como personaje en el cómic Los llazos coloraos de Alberto Vázquez García.[3]